# Conrad August Beck
Conrad August Beck (19. října 1835, Ochranov – 24. února 1908, tamtéž) byl německý protestantský duchovní, biskup obnovené Jednoty bratrské a první duchovní luterského filiálního sboru v Růžové na Děčínsku.

## Životopis
Narodil se v Herrnhutu (česky Ochranov) v Sasku. V letech 1856 až 1864 vyučoval na chlapeckých ústavech ve slezském Gnadenfeldu (dnes Pawłowiczki; Polsko) a Niesky a na pedagogiu v Niesky. Roku 1864 byl zvolen vikářem luterské farnosti v Habřině s určením pro službu v nově postaveném kostele v Růžové; záhy byl dne 5. června ordinován na diakona Jednoty bratrské. Sloužil sboru v Růžové do jara 1876. V roce 1866 se oženil s Pauline Rosenow. V Růžové se jim narodilo 6 dětí, další 3 v Gnadenfeldu, kde Beck působil až do roku 1886. Roku 1888 se účastnil Letniční konference v Gnadau u Barby. Dne 25. června 1888 byl ordinován na biskupa Jednoty bratrské. V roce 1901 odešel Beck do penze. Zemřel 24. února 1908. Manželka jej přežila o 39 let, zemřela v roce 1947 ve věku 101 let. Oba jsou pohřbeni v Herrnhutu.
V roce 1871 vydal tiskem spis Geschichte der Entstehung der evangelischen Filialgemeine A. C. in Rosendorf, který zůstává v mnoha ohledech nepřekonaným pramenem pro poznání dějin nekatolíků v Růžové a okolí.